# Psammoryctides albicola
Psammoryctides albicola är en ringmaskart som först beskrevs av Wilhelm Michaelsen 1901.  Psammoryctides albicola ingår i släktet Psammoryctides och familjen glattmaskar. Arten är reproducerande i Sverige. Inga underarter finns listade i Catalogue of Life.